# Stethorus siphonulus
Stethorus siphonulus är en skalbaggsart som beskrevs av Kapur 1948. Stethorus siphonulus ingår i släktet Stethorus och familjen nyckelpigor. Inga underarter finns listade i Catalogue of Life.